# Patrick Scott
Patrick Scott (* Januar 1921 in Kilbrittain, County Cork; † 14. Februar 2014 in Dublin) war ein zeitgenössischer irischer Maler und Architekt.

## Leben und Werk
Der ausgebildete Architekt hatte seine erste Ausstellung im Jahre 1944, widmete sich erst ab 1960 vollständig der Malerei. Zuvor arbeitete Scott fünfzehn Jahre für den irischen Architekten Michael Scott, mit dem gemeinsam er beispielsweise das Design des Dubliner zentralen Busbahnhofs (Busáras) realisierte. Außerdem geht die orangefarbene Gestaltung der irischen Intercity-Züge auf seine Idee zurück.
Internationale Beachtung fand der Künstler insbesondere mit seinen „Gold Paintings“, abstrakten Gemälden, auf denen blattgoldbeschichtete geometrische Formen eindrucksvoll mit den gedeckten Temperafarben des Hintergrunds kontrastieren. Auf der Grundlage dieser Arbeiten fertigte er außerdem Teppiche und Wandbehänge.
Seine Bilder waren  Teil mehrerer bedeutender Sammlungen, u. a. des Museum of Modern Art (MOMA) in New York. 1960 gewann er den Guggenheim Award und vertrat Irland auf der XXX Biennale von Venedig. 1981 veranstaltete die Douglas Hyde Gallery eine große Retrospektive seines Werks, 2002 war in der Dubliner Hugh Lane Gallery eine erweiterte Werkschau zu betrachten.
Als Gründungsmitglied der Aosdána, einer staatlich geförderten irischen Künstlervereinigung, wurde Scott am 11. Juli 2007 mit dem Titel des Saoi (irisch: „Weiser“) ausgezeichnet, die höchste Ehre, die einem irischen Künstler zuteilwerden kann. Die irische Präsidentin Mary McAleese nahm die Würdigung vor, indem sie dem Künstler einen goldenen Halsreif als Symbol des Saoi-Amtes umlegte.
Im Oktober 2013 ging Scott eine Eingetragene Partnerschaft (Civil Partnership) mit seinem Lebenspartner Eric Pearce ein.

## Ausstellungen/Sammlungen
- Dublin City University: Sea Foam
- Hugh Lane Municipal Gallery of Modern Art, Dublin
- Gulf Oil Corporation, Pittsburg
- Ulster Museum, Belfast
- The Museum of Modern Art, New York
- Irish Museum of Modern Art
- Trinity College, Dublin
- National University of Ireland, Galway

## Auszeichnungen
- 1960: Guggenheim Award

## Belege
1. ↑  Nachruf, abgerufen am 15. Februar 2014
2. ↑  Artist Scott, 93, weds partner, irishexaminer.com, 23. Oktober 2013

| Personendaten    | Personendaten                |
| ---------------- | ---------------------------- |
| NAME             | Scott, Patrick               |
| KURZBESCHREIBUNG | irischer Maler und Architekt |
| GEBURTSDATUM     | Januar 1921                  |
| GEBURTSORT       | Kilbrittain, County Cork     |
| STERBEDATUM      | 14. Februar 2014             |
| STERBEORT        | Dublin                       |